# Лариос, Оскар
О́скар Ла́риос (исп. Oscar Larios; 1 ноября 1976, Сапопан, Халиско, Мексика) — мексиканский боксёр-профессионал, выступавший во 2-й полулёгкой весовой категории. Чемпион мира во 2-й легчайшей (временный титул по версии WBC, 2002; версия WBC, 2002—2005) весовой категории.

## 1994—2002
Дебютировал в январе 1994 года.
В апреле 1997 года Лариос проиграл нокаутом в 1-м раунде Исраэлю Васкесу.

## 2002-05-17Оскар Лариос —Исраэль Васкес (2-й бой)
- Место проведения:  Мемориал Аудиториум, Сакраменто, Калифорния, США
- Результат: Победа Лариоса техническим нокаутом в 12-м раунде в 12-раундовом бою
- Статус: Чемпионский бой за временный титул WBC во втором легчайшем весе весе (1-я защита Лариоса)
- Рефери: Пэт Расселл
- Счет судей: Лу Филиппо (107—102), Марти Сэммон (107—102), Хосе Кобиан (105—104) — все в пользу Лариоса
- Время: 1:57
- Вес: Лариос 55,10 кг; Васкес 55,30 кг
- Трансляция: ESPN2

В мае 2002 года состоялся 2-й бой между Оскаром Лариосом и Исраэлем Васкесом. В начале 12-го раунда боксёры устроили размен, после чего сошлись в клинче. Рефери разнял их. Васкес замешкался на мгновение, забыв поднять руки для защиты головы. В это время прямо в открытую челюсть Лариос нанес мощный правый хук. Васкес оказался в тяжёлом нокдауне. Он с трудом поднялся на счёт 8. После возобновления боя Лариос бросился добивать противника. В середине 12-го раунда Лариос провёл левый хук в голову. Васкес начал падать. Лариос ещё раз провёл туда же левый хук. Васкес упал на колени, головой уперевшись в пол. Рефери начал отсчитывать нокдаун, но после счёта 4 прекратил поединок. Васкес не согласился в решением рефери.

## 2002—2006
В декабре 2005 года состоялся 3-й бой между Лариосом и Исраэлем Васкесом. Васкес нокаутировал противника в 3-м раунде.

## 2006-07-02Мэнни Пакьяо —Оскар Лариос
- Место проведения:  Аранета Колисеум, Куизен Сити, Манила, Филиппины
- Результат: Победа Пакьяо единогласным решением 12-раундовом бою
- Статус: Рейтинговый бой
- Рефери: Брюс Мактевиш
- Счет судей: Хумберт Фургони (117—110), Дэниел Фон де Виел (118—108), Ноппхарат Сричароен (120—106) — все в пользу Пакьяо
- Вес: Пакьяо 58,70 кг; Лариос 58,50 кг
- Трансляция: PPV

В июле 2006 года Оскар Лариос встретился с филиппинцем Мэнни Пакьяо. В начале 7-го раунда Пакьяо левым кроссом пробил в подбородок противника. У Лариоса подогнулись ноги, и он опустился на пол, но сразу же поднялся. После возобновления боя Пакьяо не смог развить атаку. В конце 12-го раунда Пакьяо провёл несколько кроссов в голову, после которых мексиканец оказался на полу. Лариос поднялся на счёт 5. Филиппинец не стал добивать противника. По окончании 12-ти раундов единогласным решением победу присудили Мэнни Пакьяо.